# David González Gómez
David González Gómez (Oviedo, 2 de agosto de 1993), conocido como Roni, es un futbolista español. Juega en la posición de delantero y su equipo es el Recreativo de Huelva de la Segunda Federación.

## Trayectoria
David González llegó a la cantera del Real Oviedo en edad infantil y pasó por todas las categorías hasta llegar a juveniles. Pasó por el C. D. Covadonga, jugó en el primer equipo del Rabanal y en 2014 volvió a la casa azul para jugar en el filial, el Real Oviedo Vetusta.
Durante las temporadas 2015-2016 y 2016-2017 fue cedido al Club Deportivo Lealtad de Villaviciosa y al Caudal Deportivo, ambos de la Segunda División B.
Durante la temporada 2017-18 renovó su contrato con el conjunto ovetense y juega en el Real Oviedo Vetusta de Tercera División.
En verano de 2018, tras rescindir su contrato con el Real Oviedo, firmó por la Unión Popular de Langreo de la Segunda División B. 
En verano de 2019 firmó por la Unión Deportiva Logroñés de la Segunda División B por dos temporadas. Durante la temporada 2019-20 jugó 27 partidos en los que anota 6 goles, temporada que acabaría con el ascenso a la Segunda División tras vencer por penaltis en la eliminatoria por el ascenso frente al C. D. Castellón.
Durante la temporada 2020-21 formó parte de la plantilla en Segunda División y, tras la misma, se marchó al Algeciras C. F. Posteriormente probó fortuna en Indonesia, donde jugó un año en el Persis Solo con el que marcó siete goles y dio ocho asistencias. Después de esta experiencia volvió a España y en agosto de 2024 firmó por el Zamora C. F. Permaneció una temporada y en julio de 2025 se unió al Recreativo de Huelva.

## Clubes
| Club                      | País      | Año       |
| ------------------------- | --------- | --------- |
| C. D. Covadonga           | España    | 2012-2014 |
| Real Oviedo Vetusta       | España    | 2014-2018 |
| C. D. Lealtad (cedido)    | España    | 2016      |
| Caudal Deportivo (cedido) | España    | 2016-2017 |
| U. P. Langreo             | España    | 2018-2019 |
| U. D. Logroñés            | España    | 2019-2021 |
| Algeciras C. F.           | España    | 2021-2023 |
| Persis Solo               | Indonesia | 2023-2024 |
| Zamora C. F.              | España    | 2024-2025 |
| Recreativo de Huelva      | España    | 2025-     |